# ژورنال فرهنگ و ارتباطات خاورمیانه
مجله فرهنگ و ارتباطات خاورمیانه (به انگلیسی: Middle East Journal of Culture and Communication) یک ژورنال دانشگاهی سه ساله با داوری همتا با تمرکز بر فرهنگ، ارتباطات و سیاست در خاورمیانه است. این در سال ۲۰۰۸ تأسیس شد و توسط ناشران بریل منتشر شده‌است. سردبیران عبارتند از: عمر الغزی (دانشگاه اقتصاد لندن)، زهرا حرب (دانشگاه سیتی لندن)، سونه هاگبول (دانشگاه روسکیلد)، و تاریک سابری (دانشگاه وست مینستر).

## چکیده و نمایه سازی
این مجله در پایگاه‌های داده زیر چکیده و نمایه شده‌است:
- فهرست استناد منابع نوپدید[۱]
- پایگاه‌های داده ابسکو[۲]
- فهرست مرجع اروپایی برای علوم انسانی[۲]
- فهرست اسلامیوس[۲]
- پایگاه داده انجمن زبان‌های مدرن
- اسکوپوس[۳]